# Mel Ott
Melvin Thomas „Mel“ Ott (* 2. März 1909 in Gretna, Louisiana; † 21. November 1958 in New Orleans), Spitzname „Master Melvin“, war ein Right Fielder in der Major League Baseball (MLB). 
Ott spielte während seiner gesamten Karriere für die New York Giants (1926–1947). Er war der erste Spieler der National League, der mehr als 500 Home Runs schlug. 1951 wurde Mel Ott in die Baseball Hall of Fame aufgenommen. Seine Trikotnummer, die „4“, wird seit 1949 nicht mehr an einen Spieler der Giants vergeben. Er nahm an 12 All-Star-Games teil. Mel Ott verstarb im Alter von 49 Jahren in New Orleans an den Folgen eines Autounfalls.
Im Spielfilm Feld der Träume (1989) mit Kevin Costner war Mel Ott einer der verstorbenen Baseball Stars auf Ray Kinsellas Maisfeld. 2006 widmete die amerikanische Postverwaltung Mel Ott eine Sondermarke.
Mel Otts Cousin war der US-amerikanische Diözesanbischof von Baton Rouge, Stanley Joseph Ott.